# Ташаузский областной комитет КП Туркменистана
Ташаузский областной комитет КП Туркменистана — орган управления Ташаузской областной партийной организацией, существовавшей в 1939—1963 и 1970—1991 годах.
Ташаузская область создана 21.11.1939, 10.01.1963 упразднена, созданы районы республиканского подчинения. 14.12.1970 образована вновь, с 18.05.1992 Дашогузский велаят.

## Первые секретари обкома
- 1944—1947 Дземешкевич, Николай Венедиктович
- 1947-1952 Гунибеков, Мамед
- 1952-01.1958 Караев Джума Дурды
- 1958—1960 Атаев, Байрам Дурды
- 1960-10.01.1963 Курбанов, Джумамурад
- 1971-25.10.1986 Атаев, Байры
- 25.10.1986-01.1991 Ходжаков, Овлякули
- 01- .1991 Мотаев, Сапаргельды